# Cheburashka
Cheburashka (Russo: Чебурашка; IPA: [tɕɪbʊˈraʂkə] ( ouvir)), é um personagem da literatura infantil de uma história escrita em 1966 pelo autor soviético Eduard Uspensky. Ele também é o protagonista (dublado por Klara Rumyanova) de uma série de filmes de animação stop-motion, dirigidos por Roman Kachanov (do estúdio Soyuzmultfilm), dos quais o primeiro estreou em 1969.

## História
Cheburashka é um personagem de desenho animado russo que mais tarde se tornou um personagem popular em piadas russas  (junto com seu amigo, o crocodilo Gena). De acordo com o criador do personagem, Eduard Uspensky (1965), Cheburashka é um "animal desconhecido para a ciência", com grandes orelhas de macaco e um corpo semelhante a de um filhote de urso, que vive em uma floresta tropical. Ele acidentalmente entra em um caixote de laranjas, come seu conteúdo, e cai no sono. A caixa é entregue a um supermercado em uma cidade russa não nomeada (dando a entender que seja Moscou), onde o resto da história principal se desenrola.
O gerente de loja perplexo encontra a criatura na caixa quando ele a abre, tirando-a de dentro e sentando-a em uma mesa. As patas da criatura ficaram dormentes depois de ficar no caixote por muito tempo, e ele cai ("чебурахнулся" cheburakhnulsya, um coloquialismo russo com o significado de "tombado")  da mesa, sobre a cadeira, e, em seguida, para o chão. Isto inspira o gerente de loja a batizar a pequena criatura como "Cheburashka". Palavras com esta raiz eram arcaicas em russo; Uspensky deu-lhes uma nova chance na vida. (O Dicionário Explicativo de Viver Grandes idioma russo de Vladimir Dahl dá o significado de "cheburashka" como outro nome para o brinquedo joão-bobo.)

## Série de animação

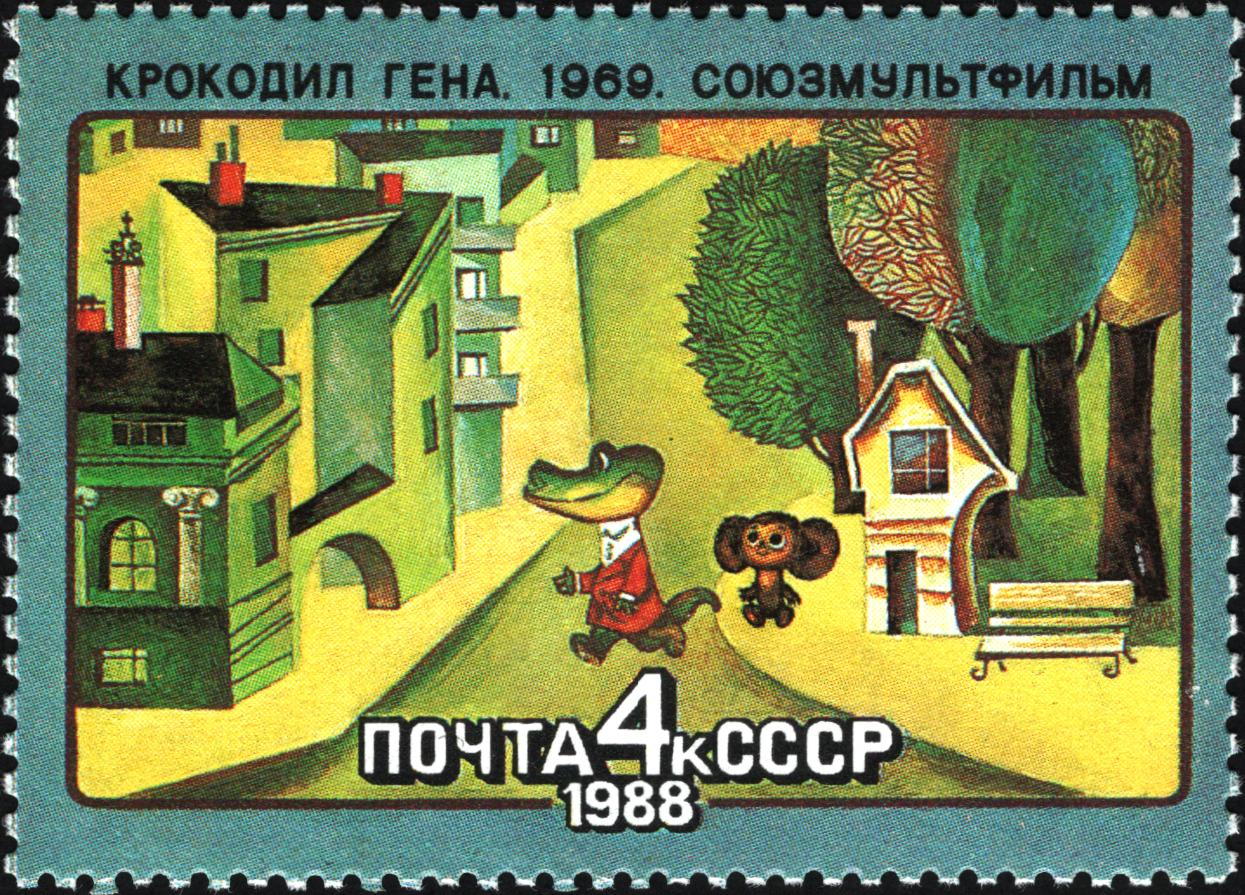
Um selo de postagem soviético com a animação Gena o Crocodilo

- 1. O Crocodilo Gena (filme) (1969)
- 2. Cheburashka (1971)
- 3. Shapoklyak (1974)
- 4. Cheburashka Vai para a Escola (1983)
- Cheburashka Arere? (GoHands, Japão, De 2009)

## Personagens

### Cheburashka & Amigos
Cheburashka é macho, tem um corpo de urso, grandes orelhas redondas, e é aproximadamente do tamanho de uma  criança de 5 anos de idade. Depois de ser rejeitado pelo zoológico como um "animal desconhecido para a ciência" Cheburashka é contratado como um modelo de vitrine de uma loja de desconto que vende produtos com pequenos defeitos de fábrica , porque ele se assemelha a um deles, passando a morar  em uma cabine telefônica. No conto, ele faz amizade com um crocodilo antropomorfo  chamado Gena, que usa um chapéu, gravata borboleta e um casaco, e toca acordeão. Gena trabalha em um zoológico como um animal de zoológico. As músicas favoritas de Gena são "É uma Pena que um Aniversário Só Aconteça uma Vez por Ano" e "O Vagão de Trem Azul", que se tornaram populares entre as crianças.

### Antagonista
No desenho animado, Cheburashka e Gena tem suas aventuras dificultadas por uma personagem chamada "Старуха Шапокляк" (Velha Senhora Shapoklyak, do francês chapeau claque, uma espécie de cartola retrátil). Shapoklyak é uma  senhora de idade travessa, mas encantadora. Ela é alta e magra, usa um chapéu, um vestido de cor escura e calça esporte e carrega  um rato de estimação, Lariska, na bolsa dela para ajudá-la a pregar peças nas pessoas, apesar de próximo ao final de algumas histórias ela ajude os protagonistas. O refrão de sua música-tema contém seu lema, "ninguém nunca fica famoso por boas ações."

## Cheburashka na cultura popular

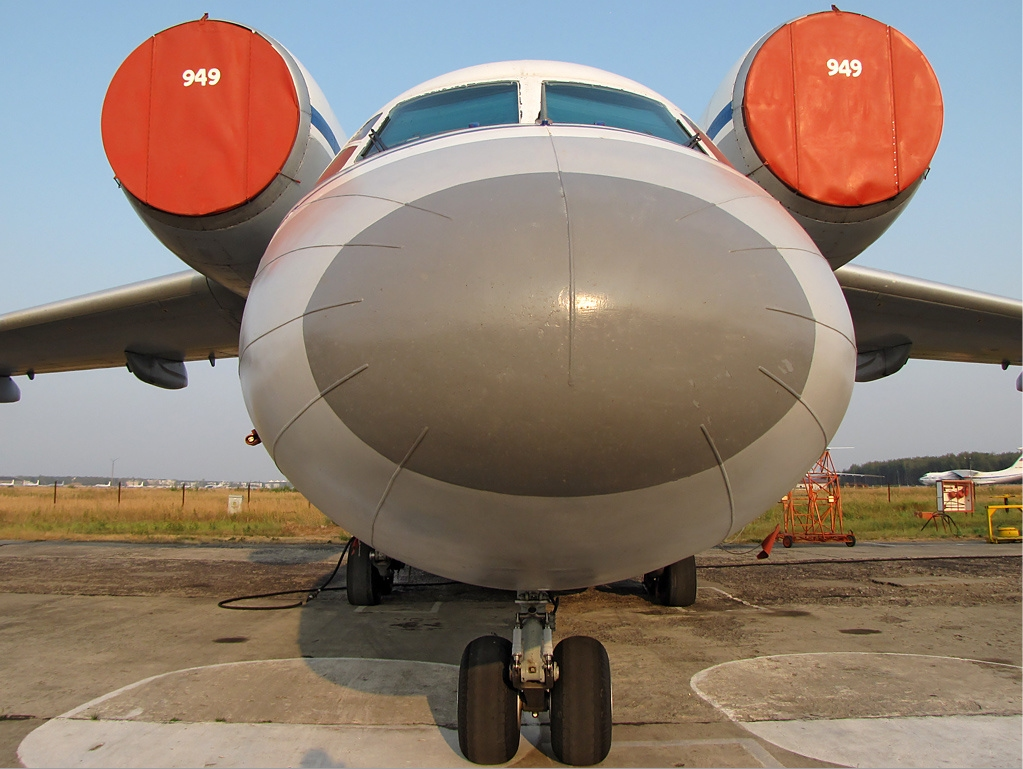
O Antonov An-72 assemelha-se a Cheburashka quando visto de frente.

Cheburashka é agora uma figura popular dos desenhos animados russos, e há vários produtos licenciados no mercado, tais como livros infantis e brinquedos de pelúcia. Ele também é um dos poucos personagens russos deanimação para ser alvo de inúmeras  piadas e charadas russas.
A palavra "Cheburashka" também é usada em sentido figurado para o nome de objetos que, de alguma forma, se assemelham a criatura (como uma aeronave An-72 que, quando vista de frente, assemelha-se a cabeça do personagem) ou são tão agradáveis como ele é (e.g. um nome coloquial para uma pequena garrafa de limonada – a partir da marca "Cheburashka").
Cheburashka também foi escolhido como o mascote oficial com as principais mascotes para a Equipe Olímpica russa nos seguintes jogos:
- 2004 Olimpíadas de Verão na Grécia
- Olimpíadas de Inverno de 2006 em Turim, Itália (com pelo branco)
- Jogos Olímpicos de 2008 em Pequim, China (com pelo vermelho)
- Olimpíadas de Inverno de 2010 em Vancouver, Canadá (com pelo azul)

Cheburashka também tornou-se conhecido em alguns países fora da ex-União Soviética (e do Bloco Soviético).  Tornou-se muito popular no Japão, depois de uma série de filmes de animação sobre ele ter sido exibida em 15 salas de cinema de todo o Japão, e foi assistida  por cerca de 700.000 entre o verão de 2001 e a primavera de 2002. Em 2008, os filmes de Cheburashka (como parte do "Ghibli Museu Library ") foram disponibilizados para cinemas japoneses , na mesma data que Ponyo, 'de Hayao Miyazaki. Uma versão dublada em inglês  de pelo menos um dos filmes de animação foi lançada em 1987, com o título  The Adventures of Charlie and Cubby .